# Matteo Renzi
Matteo Renzi (ur. 11 stycznia 1975 we Florencji) – włoski polityk, burmistrz Florencji, senator, lider Partii Demokratycznej. W latach 2014–2016 premier Włoch.

## Życiorys
W 1999 ukończył studia prawnicze na Uniwersytecie Florenckim, pracował w prywatnym przedsiębiorstwie. W połowie lat 90. angażował się w działalność komitetów wspierających Romano Prodiego. Był następnie sekretarzem prowincjonalnych struktur Włoskiej Partii Ludowej i koordynatorem ugrupowania Margherita. W 2007 ze swoim ugrupowaniem współtworzył Partię Demokratyczną, wchodząc w skład jej władz krajowych.
Od 2004 do 2009 sprawował urząd prezydenta prowincji Florencja. W 2009 wygrał wybory na stanowisko burmistrza Florencji.
W grudniu 2012 przegrał bezpośrednie wybory na lidera (sekretarza) PD z Pier Luigim Bersanim (uzyskując poparcie około 39% głosujących uprawnionych). W grudniu 2013 objął to stanowisko w wyniku kolejnych wyborów, które wygrał, otrzymując poparcie na poziomie 68%.
14 lutego 2014 dotychczasowy premier Enrico Letta na żądanie nowego lidera Partii Demokratycznej i władz partyjnych podał się do dymisji. 17 lutego prezydent Giorgio Napolitano powierzył Matteowi Renziemu misję stworzenia nowego rządu. Cztery dni później lider PD ogłosił proponowany skład rządu, do którego weszli przedstawiciele Partii Demokratycznej, Nowej Centroprawicy, Unii Centrum i Wyboru Obywatelskiego. Zaprzysiężenie nowego premiera i jego ministrów nastąpiło 22 lutego 2014.
7 grudnia 2016, po odrzuceniu w referendum proponowanych przez jego gabinet propozycji zmian ustrojowych, złożył na ręce prezydenta Sergia Mattarelli rezygnację z funkcji premiera Włoch. Zakończył urzędowanie 12 grudnia 2016. 19 lutego 2017 ustąpił z funkcji sekretarza PD, deklarując jednocześnie ponowne ubieganie się o tę funkcję w partyjnych wyborach. W kwietniu 2017 wystartował w partyjnych prawyborach. Otrzymał 70% głosów, odzyskując tym samym przywództwo w PD.
W wyborach w 2018 został wybrany w skład Senatu XVIII kadencji w okręgu większościowym. W związku ze słabym wynikiem wyborczym centrolewicowej koalicji skupionej wokół PD zapowiedział ustąpienie z funkcji sekretarza partii po powołaniu nowego rządu. Ostatecznie ustąpił 12 marca 2018, tymczasową władzę w partii przejął jej wiceprzewodniczący Maurizio Martina.
W 2018 zainicjował powołanie współpracującej z PD sieci komitetów obywatelskich „Ritorno al futuro”. We wrześniu 2019 opuścił Partię Demokratyczną, stając na czele nowej liberalnej formacji pod nazwą Italia Viva, deklarującej poparcie dla powstałego w tym samym miesiącu rządu Giuseppe Contego. W 2022 z ramienia koalicji ugrupowań centrowych z powodzeniem ubiegał się o senacką reelekcję.